# Osteopilus wilderi
Osteopilus wilderi es una especie de anfibios de la familia Hylidae. Es endémica de Jamaica.
Sus hábitats naturales incluyen bosques tropicales o subtropicales secos y a baja altitud y zonas previamente boscosas ahora muy degradadas 
Está amenazada de extinción por la destrucción de su hábitat natural.